# Inácio Dias de Oliveira
Inácio Dias de Oliveira foi um político brasileiro.
Foi vice-presidente da província de Sergipe, exercendo a presidência interinamente duas vezes, de 10 a 19 de outubro de 1835 e de 12 de junho a 5 de agosto de 1836.